# Bébé fait une fugue
Pour plus de détails, voir Fiche technique et Distribution.
Bébé fait une fugue est un film muet français réalisé par Louis Feuillade et sorti en 1911.
Ce film fait partie de la série des Bébé.

## Fiche technique
- Titre : Bébé fait une fugue
- Réalisation : Louis Feuillade
- Scénario : Louis Feuillade
- Société de production : Société des Établissements L. Gaumont
- Pays d'origine :  France
- Langue : film muet avec les intertitres en français
- Format : Noir et blanc — 35 mm — 1,33:1 — Muet
- Métrage : 295 m
- Genre : Comédie
- Durée : 10 minutes
- Date de sortie : 
  - France : juin 1911

## Distribution
- René Dary : Bébé (comme Clément Mary)
- Alphonsine Mary : Fonfon, la petite sœur de Bébé
- Renée Carl : La mère